# Hypsalonia
Hypsalonia es un género de saltamontes de la subfamilia Melanoplinae, familia Acrididae, y está asignado a la tribu Podismini. Se distribuye en el estado de California, Estados Unidos.

## Especies
Las siguientes especies pertenecen al género Hypsalonia:
- Hypsalonia merga Gurney & Buxton, 1963
- Hypsalonia miwoki Gurney & Eades, 1961
- Hypsalonia petasata Gurney & Eades, 1961
- Hypsalonia rentzi Gurney & Eades, 1961
- Hypsalonia satur (Scudder, 1897)
- Hypsalonia tioga Gurney & Eades, 1961